# Zeytinburnu

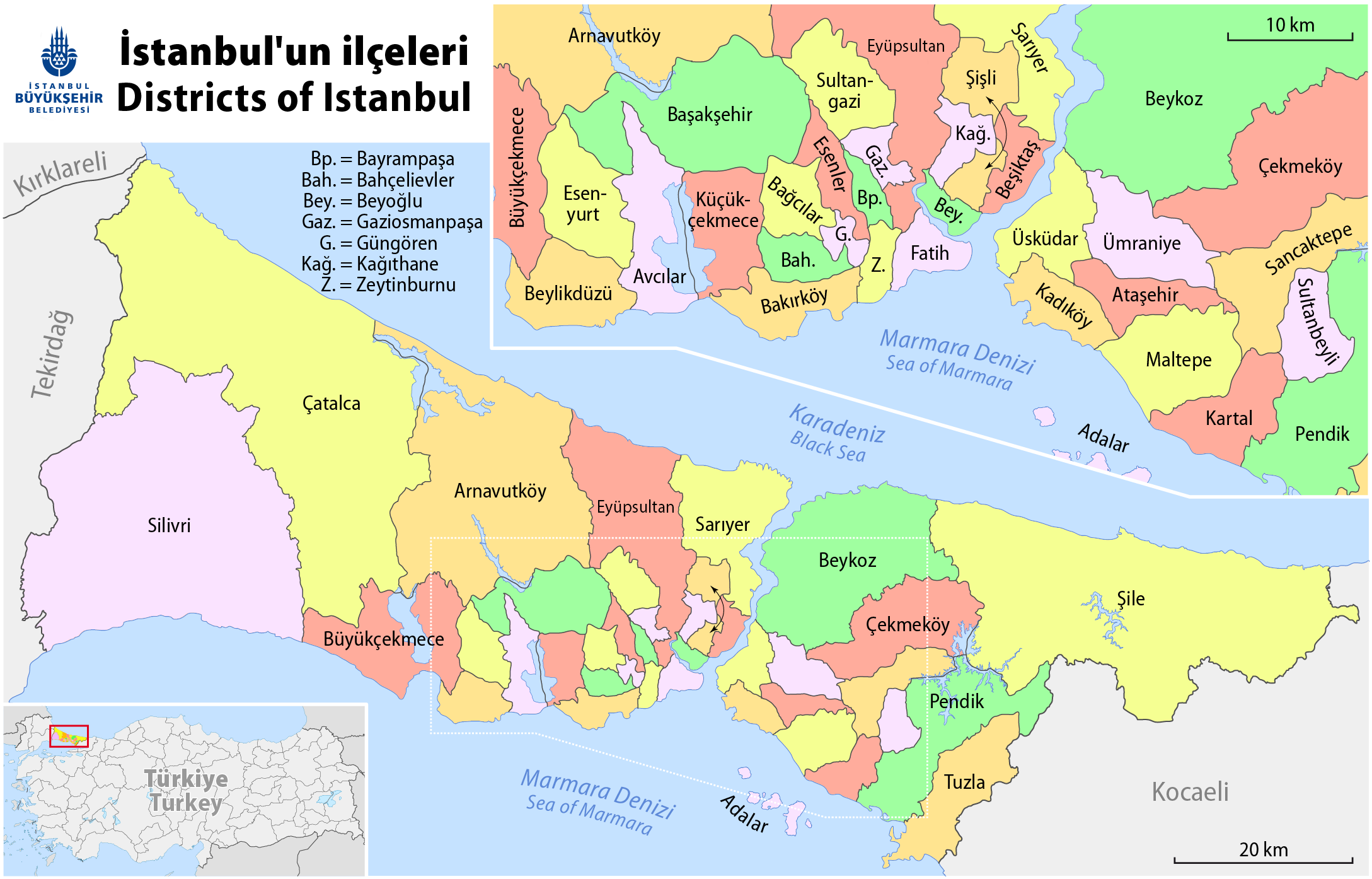
Zeytinburnu Isztambul térképén

Zeytinburnu [ejtsd: zejtinburnu] Isztambul tartomány európai oldalon fekvő egyik körzete, népessége 2008-ban 288 743 fő volt, területe 12 km², 13 mahalléból áll. Mielőtt török kézre került, keresztény szerzetesek éltek itt, akik növénytermesztésből, főképpen olajbogyó-termesztésből tartották fenn magukat, valószínűleg innen ered a terület neve is (zeytin törökül olajbogyót jelent).